# Hartmut Pauland
Hartmut Pauland (* 16. März 1955; † 1. Oktober 2023) war ein Brigadegeneral des Heeres der Bundeswehr und ab dem 1. Januar 2013 Abteilungsleiter Technische Aufklärung des Bundesnachrichtendienstes. In diese Zeit fiel die NSA-Affäre. Von 2010 bis 31. Dezember 2012 war Pauland Unterabteilungsleiter Strategie und Einsatz I (Militärisches Nachrichtenwesen) im Bundesministerium der Verteidigung.

## Leben

### Ausbildung und erste Verwendungen
Pauland trat 1973 nach dem Abitur zunächst als Soldat auf Zeit mit einer Verpflichtungszeit von zwei Jahren in die Bundeswehr ein. Er gehörte der Fernmeldetruppe im Bereich Elektronische Kampfführung an. Pauland verlängerte auf zwölf Jahre Verpflichtungszeit und durchlief als Offizieranwärter die Offizierausbildung zum Offizier des Truppendienstes unter anderem an der Fernmeldeschule des Heeres. Er studierte Wirtschafts- und Organisationswissenschaften an der Helmut-Schmidt-Universität/Universität der Bundeswehr Hamburg und erlangte den akademischen Grad Diplom-Kaufmann. Pauland nahm von 1987 bis 1989 am 30. Generalstabslehrgang Heer an der Führungsakademie der Bundeswehr in Hamburg teil, wo er zum Offizier im Generalstabsdienst ausgebildet wurde.

### Dienst als Stabsoffizier
Von 1992 bis 1994 war Pauland erstmals im Bundesnachrichtendienst tätig, im Stab der damaligen Abteilung 2, aus der später die Abteilung Technische Aufklärung wurde, als Grundsatzreferent für Konzeption. Dies war seine dritte Verwendung als Offizier im Generalstabsdienst nach dem Generalstabslehrgang. Anschließend wurde er 1994 Kommandeur des Fernmelderegiments 320 in der Burgwald-Kaserne in Frankenberg (Eder), des späteren Bataillons Elektronische Kampfführung 932. Am 27. März 1996 übergab Pauland das Kommando an seinen Nachfolger Heinrich-Wilhelm Steiner.
Pauland hatte Verwendungen im NATO-Hauptquartier, in der Intelligence Division, im internationalen Militärstab in Brüssel in Belgien sowie am NATO Defense College in Rom in Italien.
2007 wurde Pauland Referatsleiter des für Angelegenheiten ausländischer Militärattachés und die Lage anderer Staaten zuständigen Referats (Fü S II 5) der Stabsabteilung II (Militärisches Nachrichtenwesen der Bundeswehr) im Führungsstab der Streitkräfte im Bundesministerium der Verteidigung.

### Dienst als General
2010 wurde Pauland Stabsabteilungsleiter II für Militärisches Nachrichtenwesen der Bundeswehr im Führungsstab der Streitkräfte (StAL Fü S II) und zum Brigadegeneral ernannt. 2012 wurde der Führungsstab der Streitkräfte aufgelöst und die Stabsabteilung in die Unterabteilung Strategie und Einsatz I (SE I) im Bundesministerium der Verteidigung überführt, dessen erster Unterabteilungsleiter Pauland wurde. Die Zuständigkeit blieb gleich. Auf diesem Dienstposten folgte ihm Axel Binder nach.
Pauland wechselte zum Jahresbeginn 2013 als Abteilungsleiter Technische Aufklärung zum Bundesnachrichtendienst. Ab Dezember 2014 war Pauland zudem Beauftragter des Präsidenten des Bundesnachrichtendienstes, damals Gerhard Schindler, für die Strategische Initiative Technik.
Zum 1. Juni 2016 wurde Pauland Leiter des Deutschen Verbindungskommandos beim United States Central Command in Tampa (Florida) als Nachfolger von Gerd Jürgen Bischof, der in den Ruhestand ging. Paulands Funktion als Abteilungsleiter Technische Aufklärung übernahm kommissarisch Wilfried Karl.
Im Mai 2018 übergab er diesen Dienstposten an Andreas Delp und ging in den Ruhestand. Anschließend war er als selbständiger Berater in Bendorf bei Koblenz tätig.
Pauland starb am 1. Oktober 2023. Er wurde am 21. Oktober 2023 in Reiskirchen beigesetzt.

## Veröffentlichungen
- Hartmut Pauland: „Verbindung halten“ einmal ganz anders – ein Blick in das Militärattachéreferat im BMVg. In: F-Flagge. Nr. 4, 2007, S. 26.